# Muraille andalouse de Rabat
La muraille andalouse délimite la partie méridionale de la Médina de Rabat, au Maroc. À sa construction au début du XVIIe siècle, elle délimite la partie où s'installent les réfugiés morisques de la partie sud de la cité almohade projetée, pratiquement inhabitée et occupée principalement par des champs,.
Longue de plus de 1,4 km, la hauteur de la muraille varie entre 4,9 m et 5,5 m pour une épaisseur moyenne de 1,65 m.
Elle entoure une superficie de 840 hectares.

## Fortifications de la muraille andalouse
La muraille est flanquée de 26 tours barlongues et est fortifiée d'un chemin de ronde, d'une largeur comprise entre 1,3 m et 1,5 m, protégé par un parapet de 1,65 m percé de meurtrières.
La muraille aboutit, à l'est, au borj Sidi-Makhlouf, un bastion de forme ronde percé de meurtrières et d'embrasures à canon, auquel est accolé une tour.
Une extension de la muraille des Andalous au-delà du borj Sidi-Makhlouf comprenait une muraille simple aboutissant au borj al-Barrana, situé sur la berge gauche du Bouregreg. Cette extension a été détruite au début du XXe siècle (entre 1913 et 1914) et il n'en subsiste plus aucune trace.

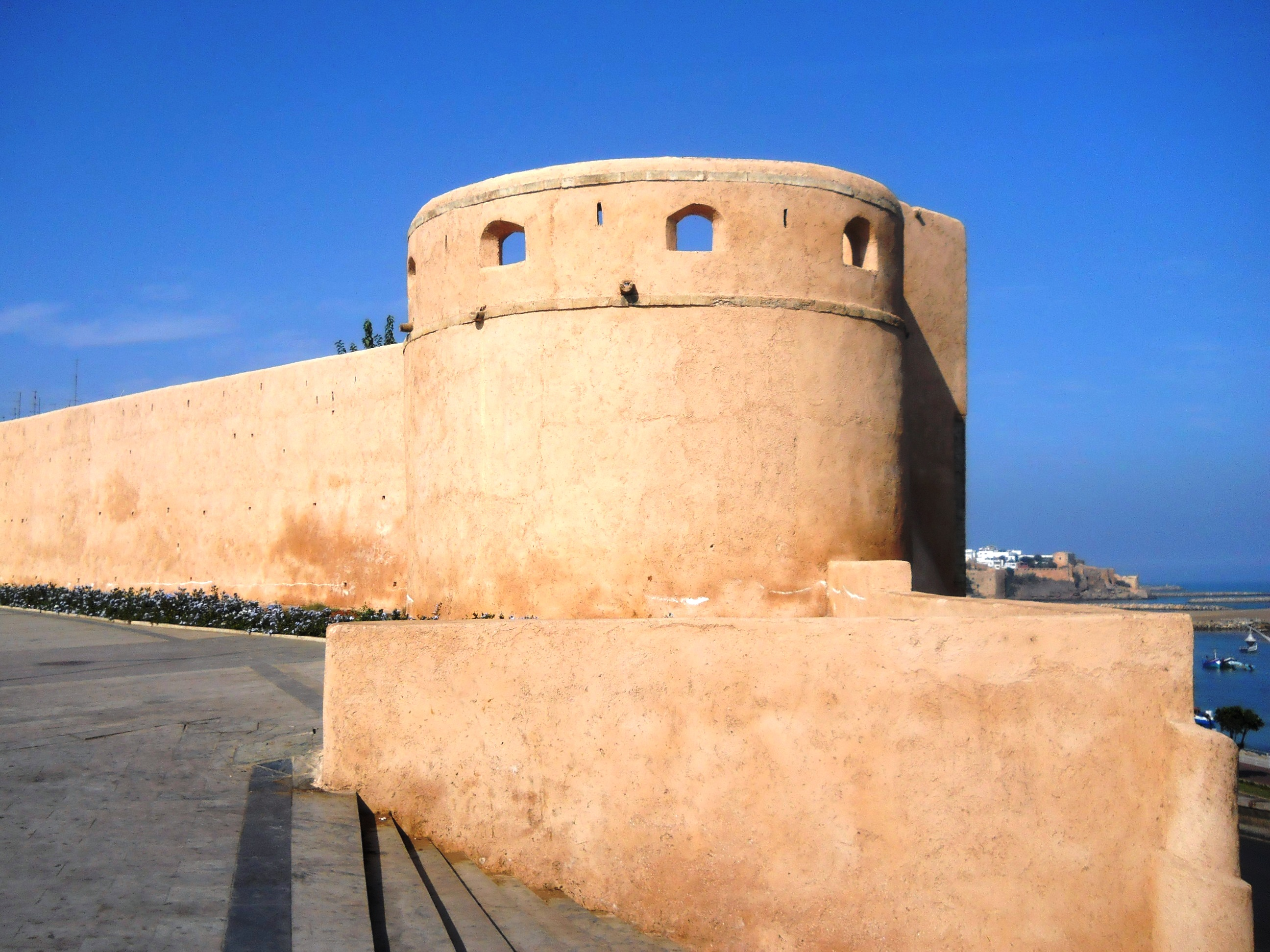
Le borj Sidi-Makhlouf, à l'extrémité orientale de la muraille des Andalous
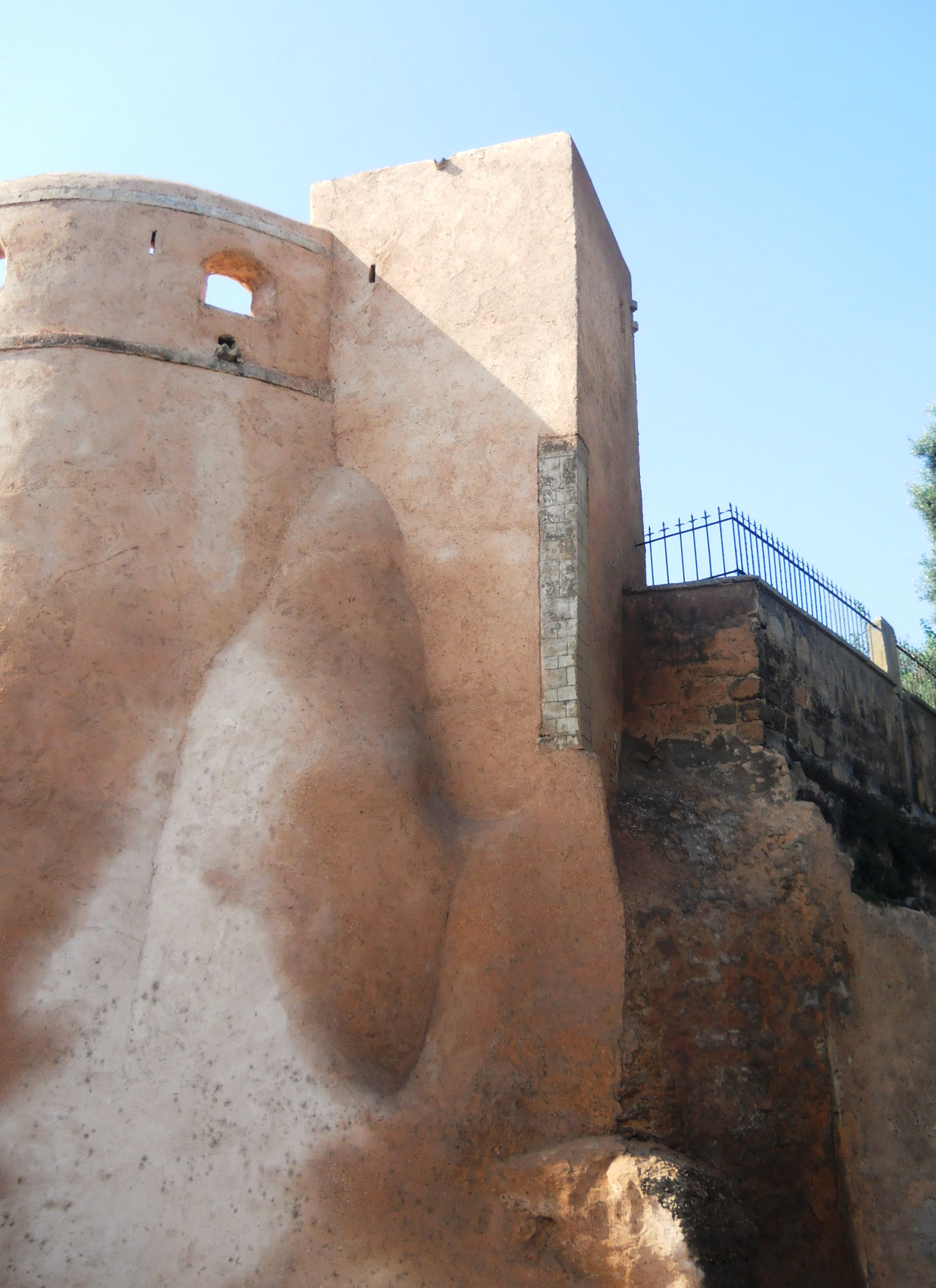
Tour barlongue accolée au borj Sidi-Makhlouf
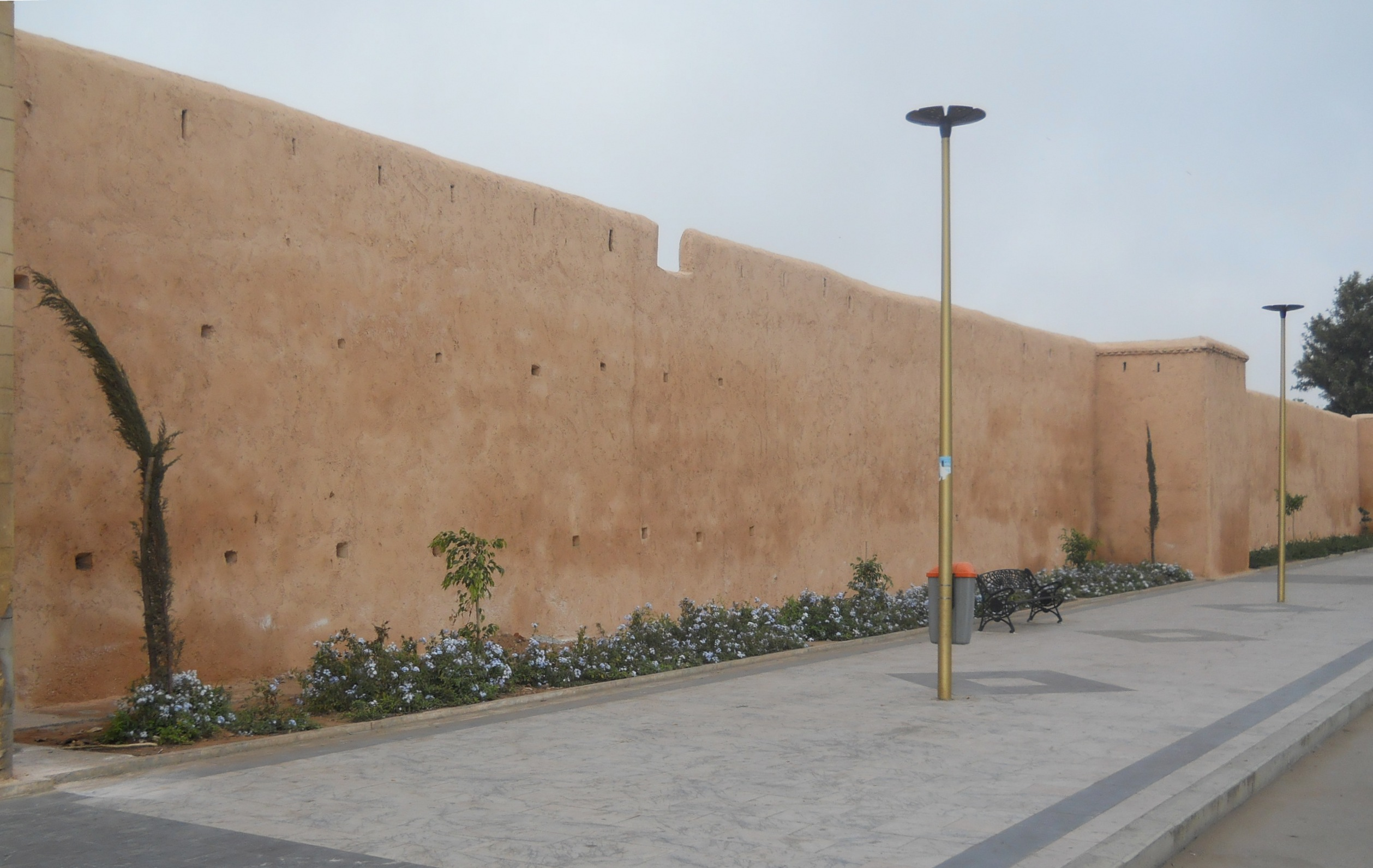
Une courtine de la muraille des Andalous, entre Bab Chellah et Sidi Makhlouf
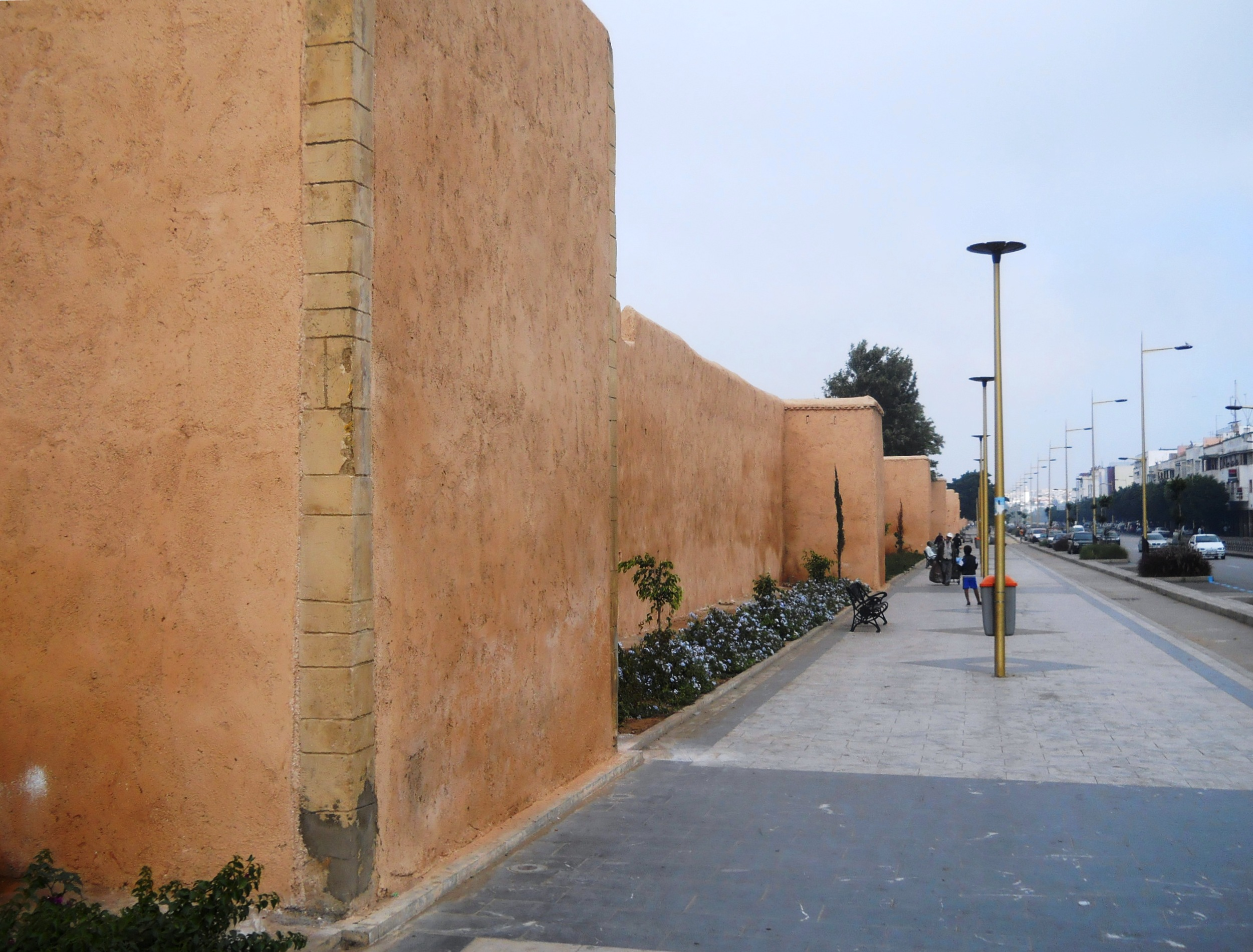
Vue de la muraille des Andalous et ses tours
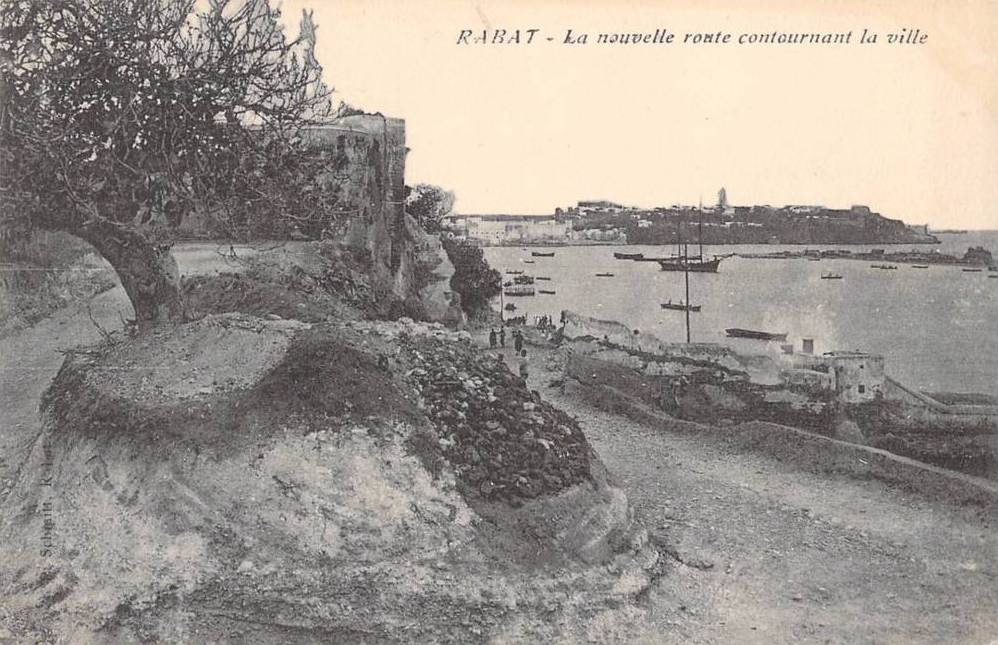
Le borj al-Barrana (en bas à droite) en 1913, peu avant sa destruction.

## Portes de la muraille andalouse
La muraille andalouse est percée, à l'origine, de 3 portes, respectivement d'ouest en est Bab et-T'ben, Bab el-Bouiba et Bab Chellah.
- Bab et-Tben (porte du Foin) se trouvait à l'extrémité de la rue Legza, elle a été détruite dans les années 1920, en même temps qu'une partie de la muraille des Andalous, lors de l'aménagement du Marché Central.
- Bab el-Bouiba (Petite porte) se trouve à l'extrémité de la rue Sidi-Fateh.
- Bab Chellah (porte du Chellah) se trouve à l'extrémité de la rue du même nom. La porte actuelle a été construite au début du XIXe siècle à l'emplacement de la porte préexistante datant de la construction de l'enceinte.

Une quatrième porte, dite Bab Dar el-Baroud (porte de la Poudrière), datant du XVIIIe siècle, était située entre l'enceinte almohade et Bab et-Tben et a été détruite en même temps que cette dernière. Elle donnait accès depuis la ville à la poudrière de Rabat, qui occupait l'angle entre les murailles almohade et andalouse, du côté extérieur de la médina.
Deux ouvertures dans la muraille des Andalous ont été aménagées au XXe siècle à l'est de Bab Chellah, permettant la circulation automobile et l'accès au quartier Ouaqqassa et à l'ancien Mellah depuis la ville nouvelle.

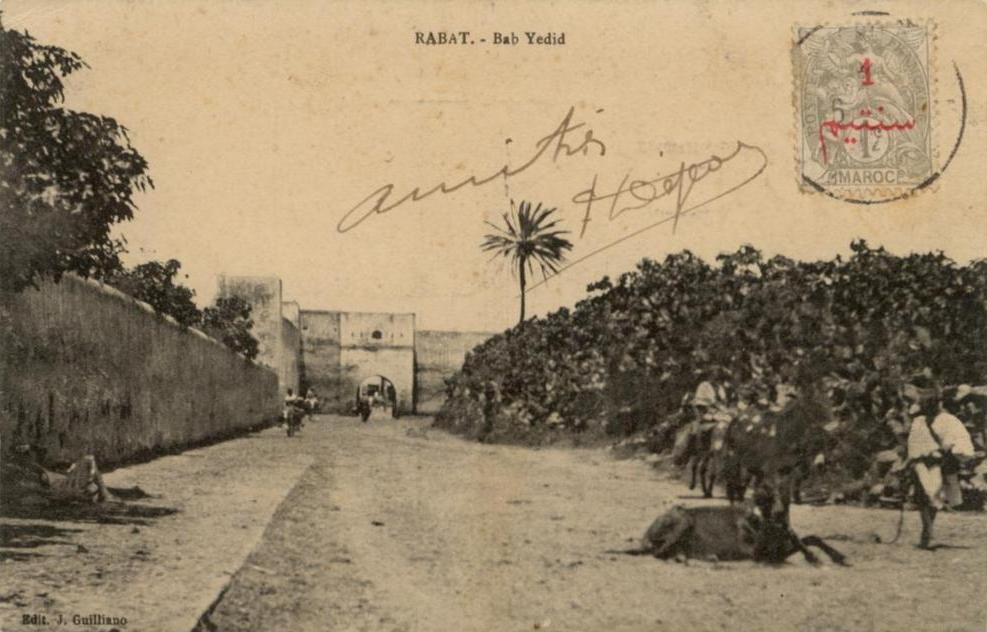
Carte postale datant de 1912, montrant Bab et-Tben (au fond) ; à gauche : l'enceinte de Dar el-Baroud
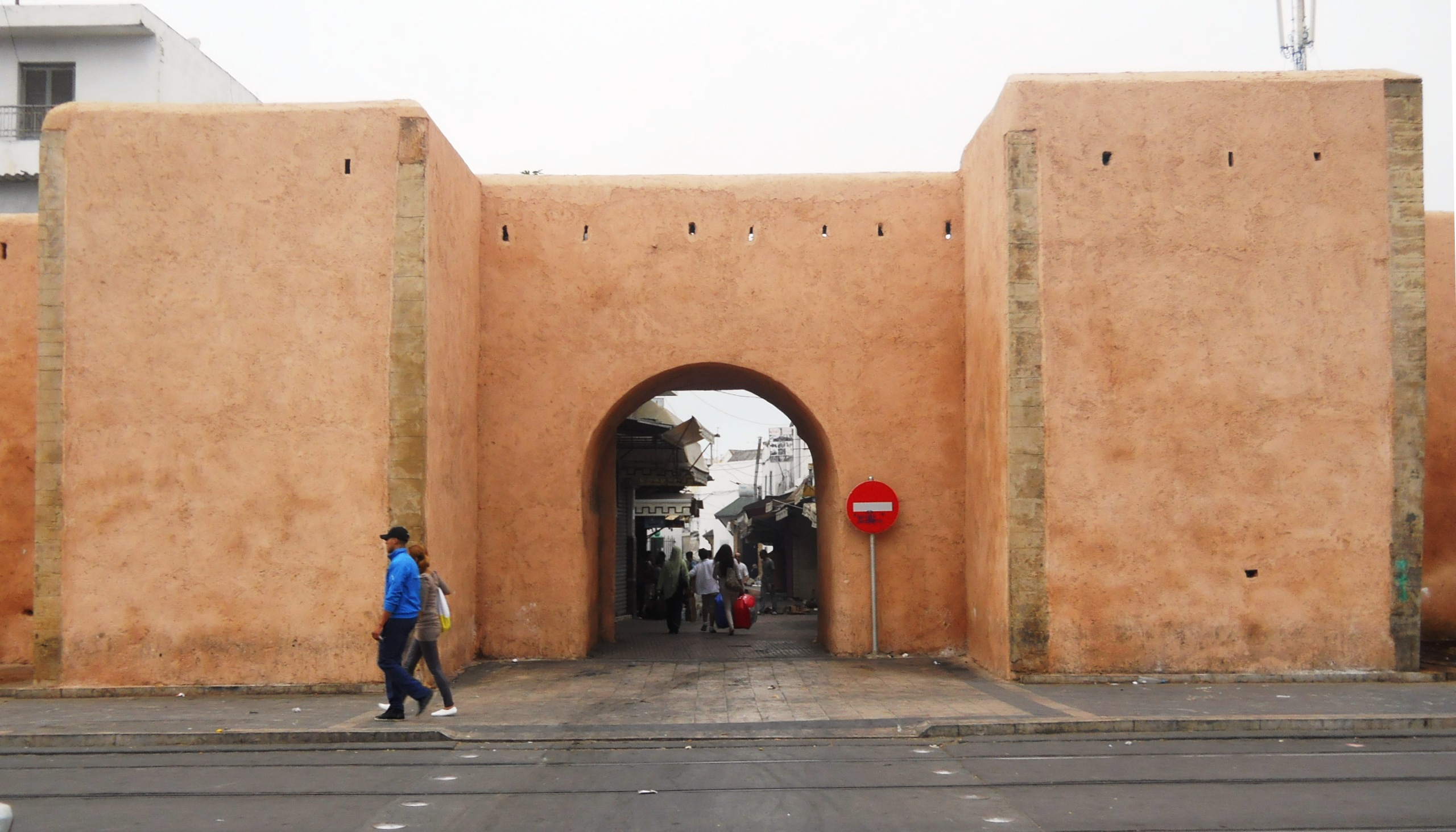
Bab el-Bouiba
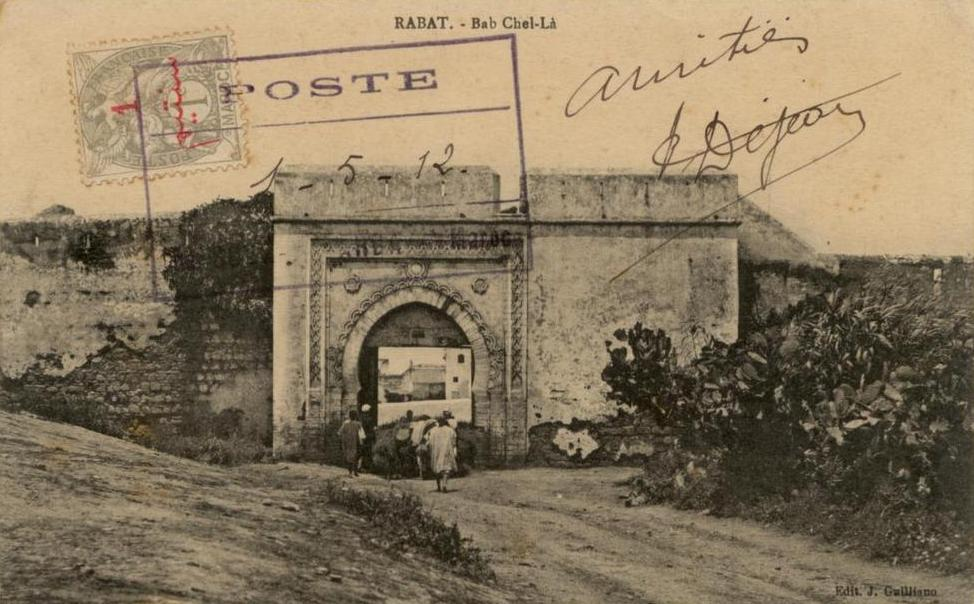
Carte postale datant de 1912, représentant Bab Chellah

## Etat de conservation
La muraille des Andalous est régulièrement restaurée. La dernière opération de restauration en date est réalisée en 2020.